# Bollstabruk
Bollstabruk est une localité de la commune de Kramfors dans le comté de Västernorrland en Suède.
Sa population était de 1 870 habitants en 2019.